# Paederia pallida
Paederia pallida är en måreväxtart som beskrevs av William Grant Craib. Paederia pallida ingår i släktet Paederia och familjen måreväxter. Inga underarter finns listade i Catalogue of Life.